# دانشگاه آزاد اسلامی واحد سنندج
دانشگاه آزاد اسلامی واحد سنندج در ۲۳ شهریور ۱۳۶۲ در شهر سنندج مرکز استان کردستان ایران بنیاد شد؛ و فعالیت آموزشی خود را با ۲۲ نفر دانشجو در دو رشته کاردانی ادبیات فارسی و کشاورزی آغاز نمود.
این واحد دانشگاهی هم‌اکنون با ۷ دانشکده مصوب از بزرگترین دانشگاه‌های منطقه با رتبه بسیار بزرگ سطح الف به‌شمار می‌آید. 

## دانشکده ها
- دانشکده فنی و مهندسی
- دانشکده کشاورزی و منابع طبیعی
- دانشکده دامپزشکی
- دانشکده علوم انسانی
- دانشکده علوم پزشکی
- دانشکده علوم پایه
- دانشکده روانشناسی و علوم تربیتی

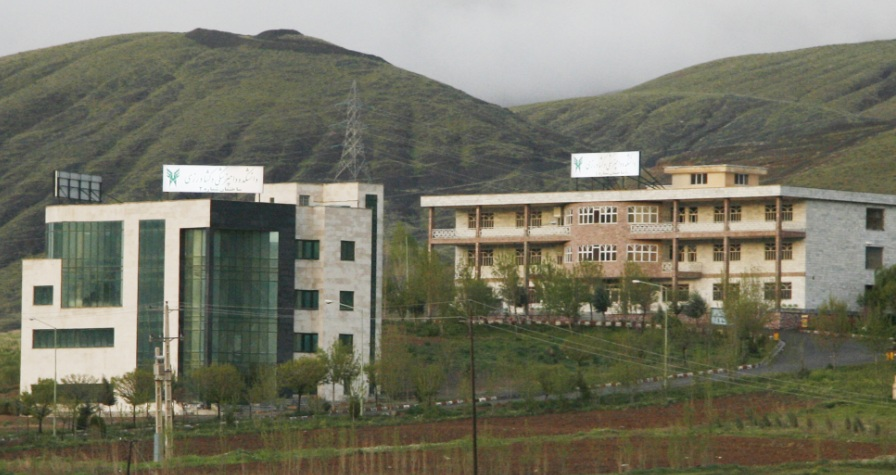
دانشکده کشاورزی
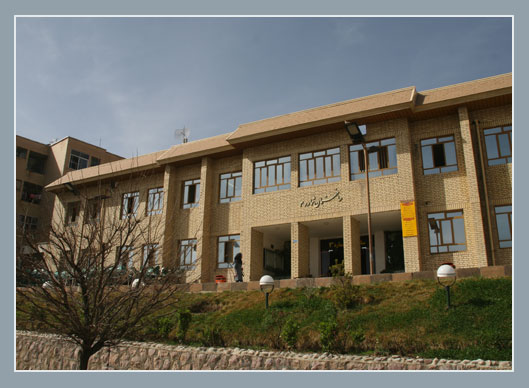
دانشکده علوم انسانی
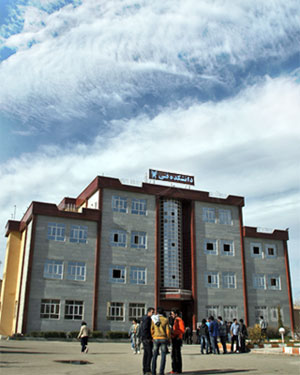
دانشکده فنی
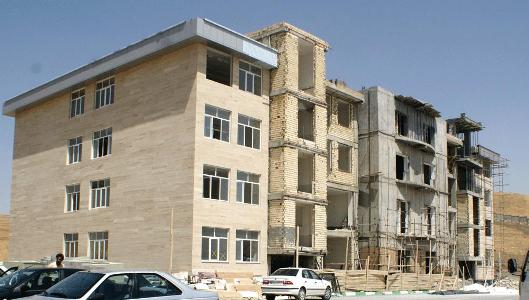

## وبسایت اطلاع رسانی و ثبت نام دانشگاه آزاد اسلامی واحد سنندج (سیدا سنندج)
دانشگاه آزاد سنندج همانند سایر دانشگاه های آزاد ، امکان انجام امور دانشجویی به صورت الکترونیکی را از طریق سامانه یکپارچه سیدا تحت عنوان سیدا سنندج فراهم ساخته است و برای هر یک از دانشجویان خود یک حساب کاربری به نام پورتال، ایجاد کرده تا دانشجویان با مراجعه به پورتال خود، نیاز کمتری به مراجعه حضوری برای انجام امور اداری داشته باشند.
ورود به سیستم یکپارچه دانشگاه آزاد اسلامی سنندج به نشانی enroll.iausdj.ac.ir

## آمارها
این واحد در حال حاضر دارای 226 عضو هیئت علمی و 236 رشته تحصیلی با بیش از 12000 دانشجو در مقاطع کاردانی، کارشناسی و کارشناسی ارشد و دکترا است.